# Vertigo alpestris
Vertigo alpestris е вид коремоного от семейство Pupillidae.

## Разпространение
Видът е разпространен в България, Чехия, Полша, Словакия, Украйна, Великобритания и Унгария.